# نوکاپی‌رایت‌ساوندز
نوکاپی‌رایت‌ساوندز (انگلیسی: NoCopyrightSounds) که به اختصار NCS بیان می‌شود، یک ناشر موسیقی بریتانیایی است که موسیقی‌های سبک رقص الکترونیک را بدون حق امتیاز منتشر می‌کند.
آغار کار این ناشر از کانال یوتیوب شروع شد، و به ۱ میلیون نشر در سال ۲۰۱۷ رسید.